# 야오싱퉁
야오싱퉁(중국어: 姚星彤, 병음: Yao Xingtong, 한자음: 요성동, 1983년 4월 12일 ~ )은 중국의 배우이다.